# Gornja Pološnica
Gornja Pološnica (em cirílico: Горња Полошница) é uma vila da Sérvia localizada no município de Kosjerić, pertencente ao distrito de Zlatibor. A sua população era de 112 habitantes segundo o censo de 2011.

## Demografia
| 1948 | 1953 | 1961 | 1971 | 1981 | 1991 | 2002 | 2011 |
| ---- | ---- | ---- | ---- | ---- | ---- | ---- | ---- |
| 213  | 207  | 263  | 166  | 144  | 141  | 152  | 112  |